# Dogfan

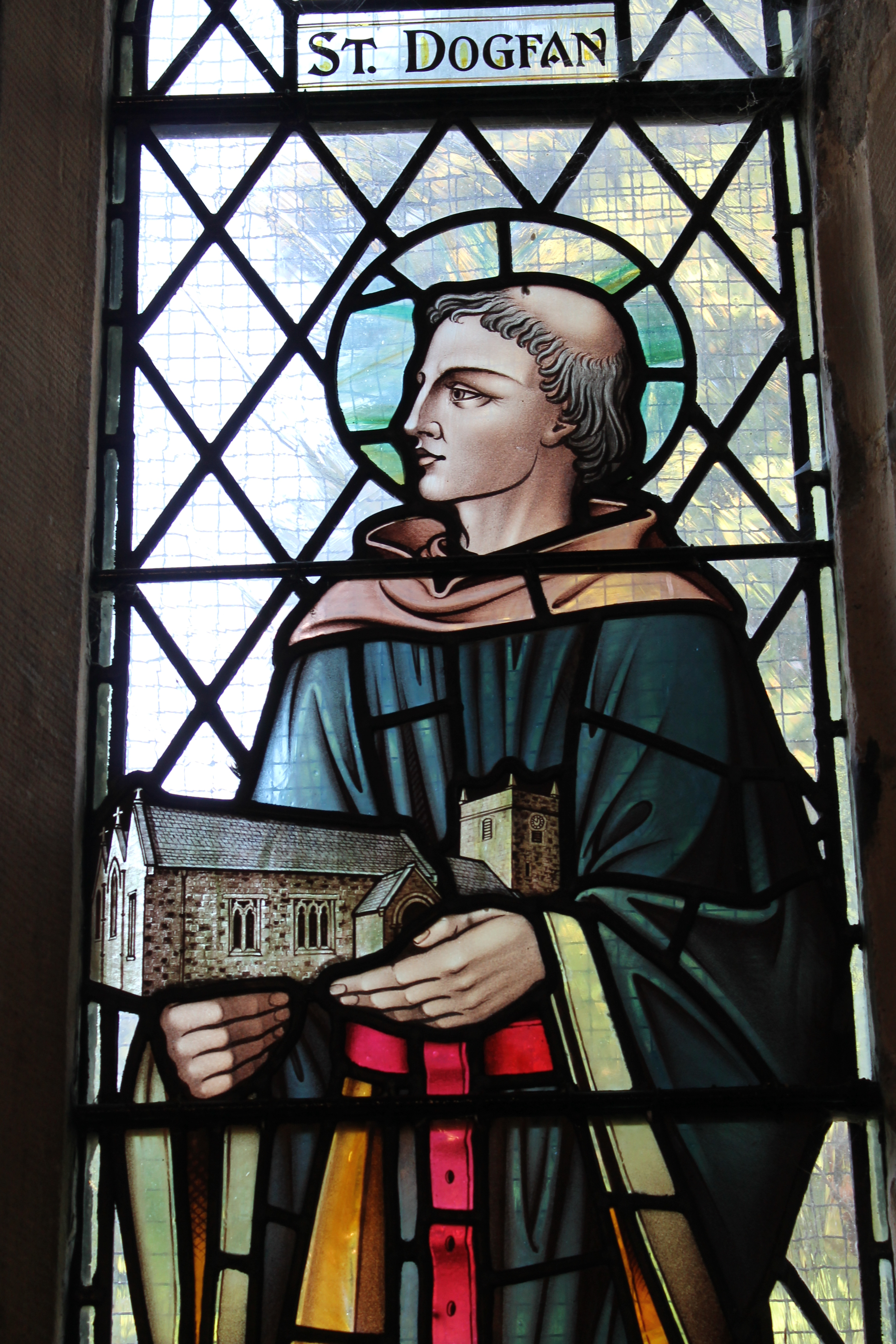
Igreja de São Dogfan, Llanrhaeadr-ym-Mochnant.

Dogfan, também conhecido como Doewan, era um santo e mártir que viveu no País de Gales do século V. Ele é venerado na Igreja Ortodoxa Anglicana e Católica Romana, em 13 de julho. 

## Família
Ele é o santo padroeiro de Llanrhaeadr-ym-Mochnant no País de Gales. A cidade pode ter sido o local de nascimento de sua mãe. Ele também foi um dos filhos do rei Brychan.

## Martírio
Dizem que ele foi morto por invasores pagãos anglo-saxões em Pembrokeshire, onde uma igreja foi construída em sua memória.

## 30em
1. ↑  Monks of Ramsgate. Book of Saints, 1921.
2. ↑  St Dogfan of Dyfed | Pilgrim .
3. ↑  Dogfan at Catholic.org.au.
4. ↑  Book of Saints – Dogfan.